# بوهة أوراسية
البوهة الأوراسية، تسمى أيضا بومة أم قرون أو البوهة الأوروبية (الاسم العلمي: Bubo bubo)، هو طائر جارح ليليّ ينتمي إلى جنس البوه ضمن فصيلة البوم الحقيقي، ومن المهم التمييز بين البوهة الأوراسية والبومة القرناء الكبيرة.

## الوصف
- الارتفاع: من 65 إلى 75 سم.

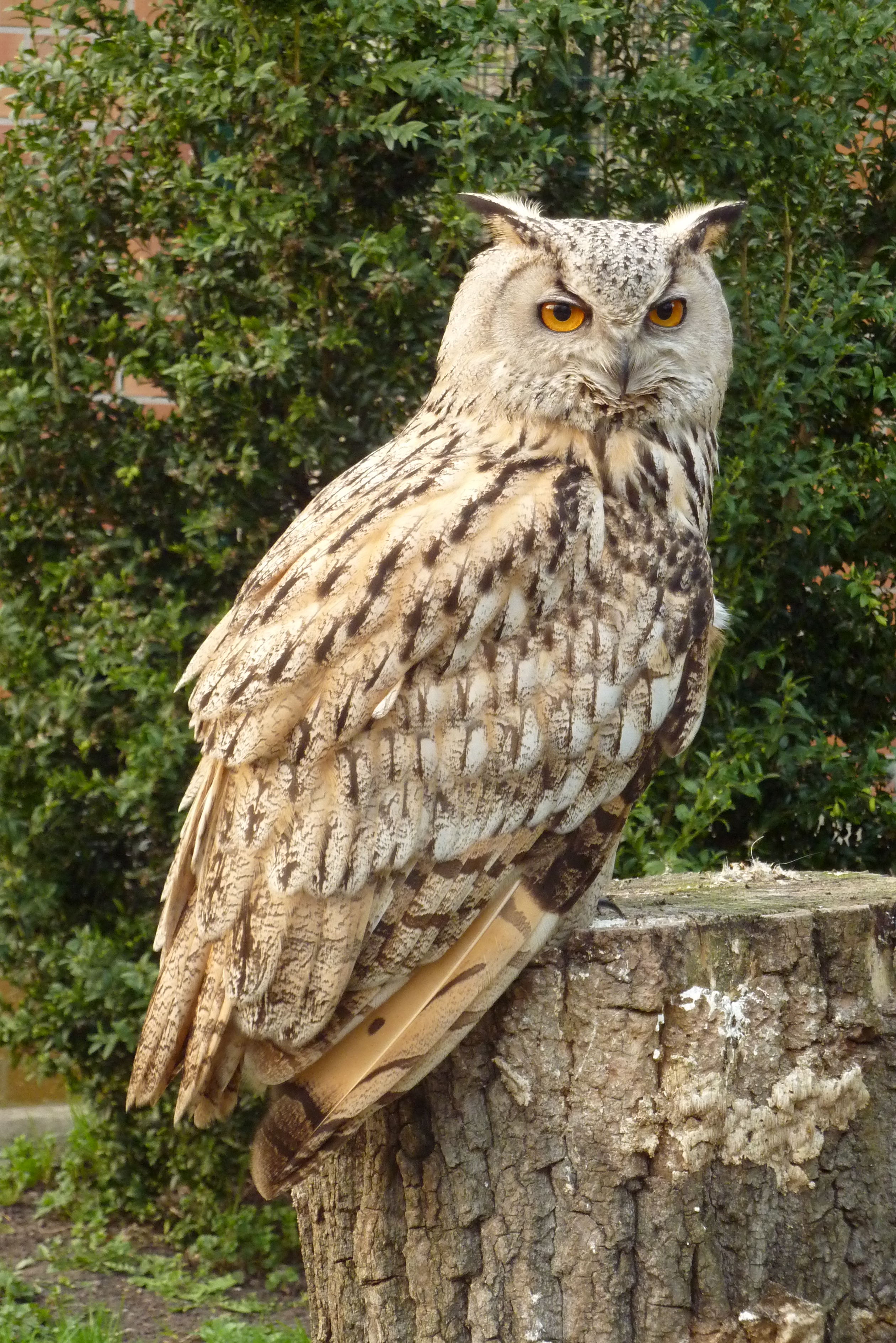

- الوزن: من 2 إلى 2٫5 كغم (الذكر)، من 2٫5 إلى 3٫3 كغم (الأنثى).
- باع الجناح: من 160 إلى 188 سم.
- الصوت: يشبه «بوهو» أو «أُوه أُوه أُو-أُو-أُوه أُوه أُوه أُوه أُو»
- الطيران: للبوهة الأوراسية طيران رشيق وهادئ لأن ريشاته رقيقة ومرنة للغاية كباقي الجوارح الليلية.
- طول العمر: تستطيع البوهة الأوراسية العيش إلى 20 عامًا (في البرية) أو 28 عامًا (إذا كان مستأنسة[في حديقة حيوانات]).
- المظهر: ريشات بنية أو بيضاء مخخطة بالبني، وعيناه برتقالية.

## الغذاء
تتغذى البوهة الأوراسية أساسا على القوارض، الأرانب، الأرانب البرية، القنافذ، والطيور الأخرى (الغربان، الحمام، الحجل) الطيور المائية والخفافيش.....إلخ.

## الموطن
تقطن البوهة الأوراسية في أوراسيا وخاصة في أوروبا. نجده في الجبال وفي الأماكن الحجرية والأجراف.

## صور

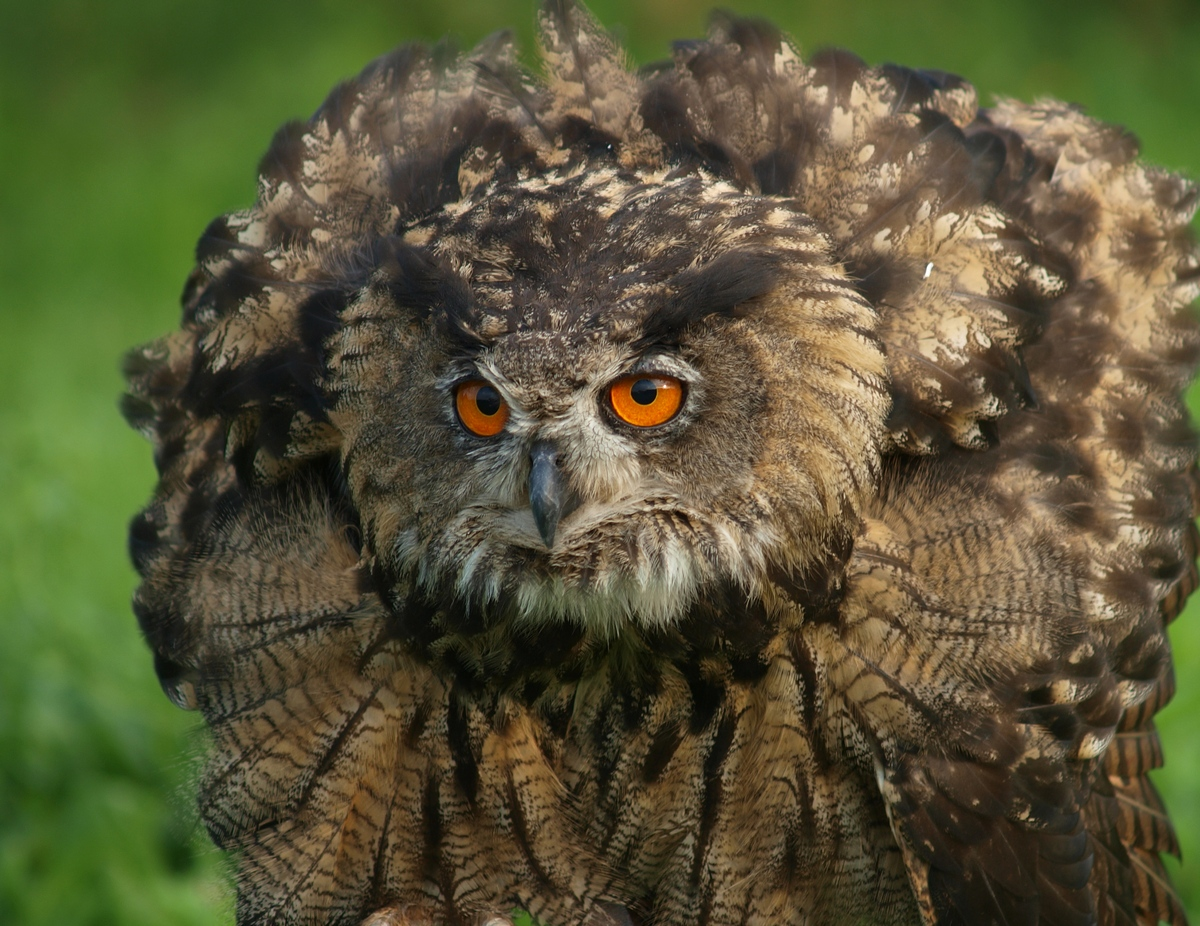
البوهة الأوراسية في موقف التهديد
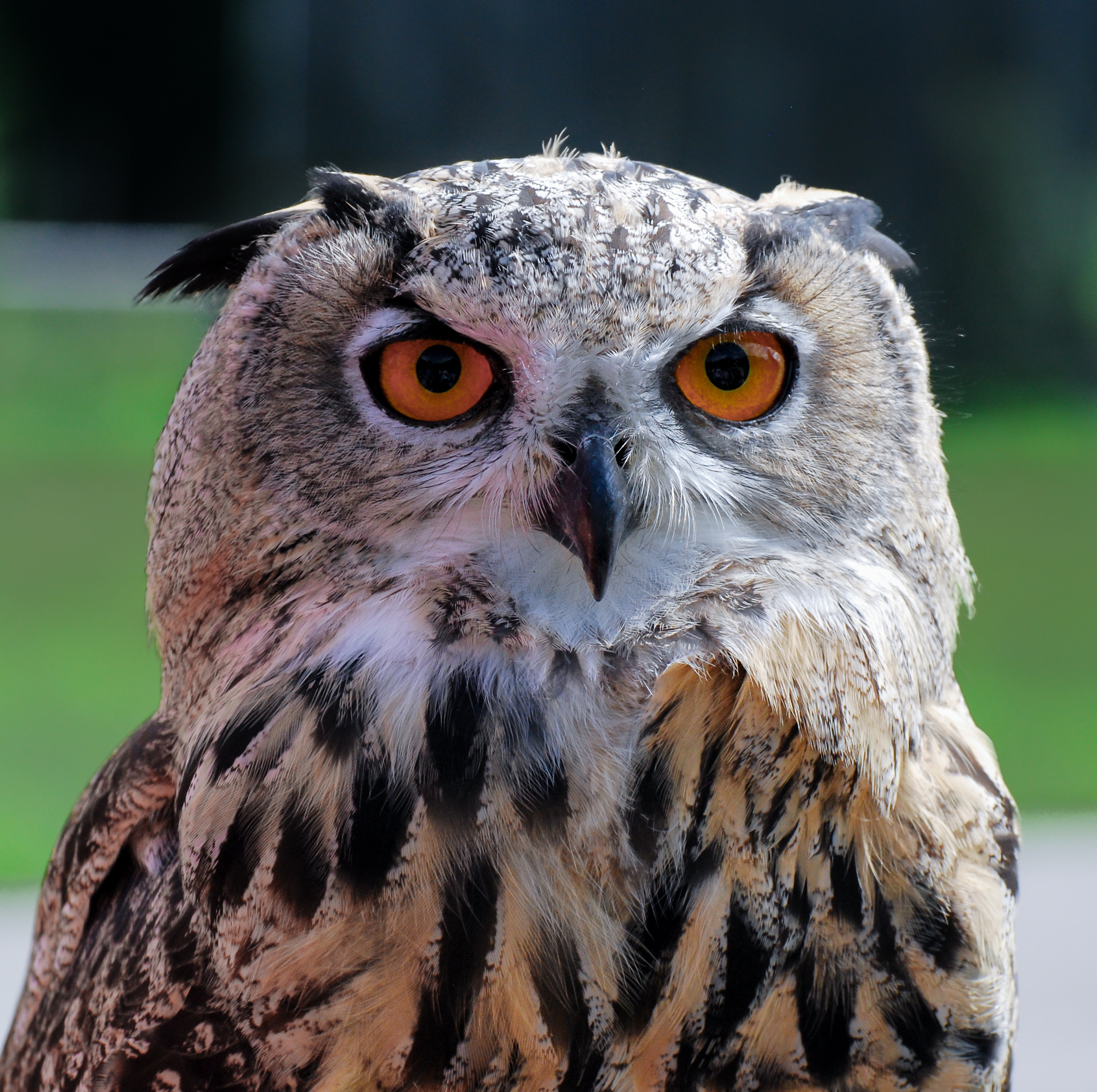
رأس البوهة الأوراسية
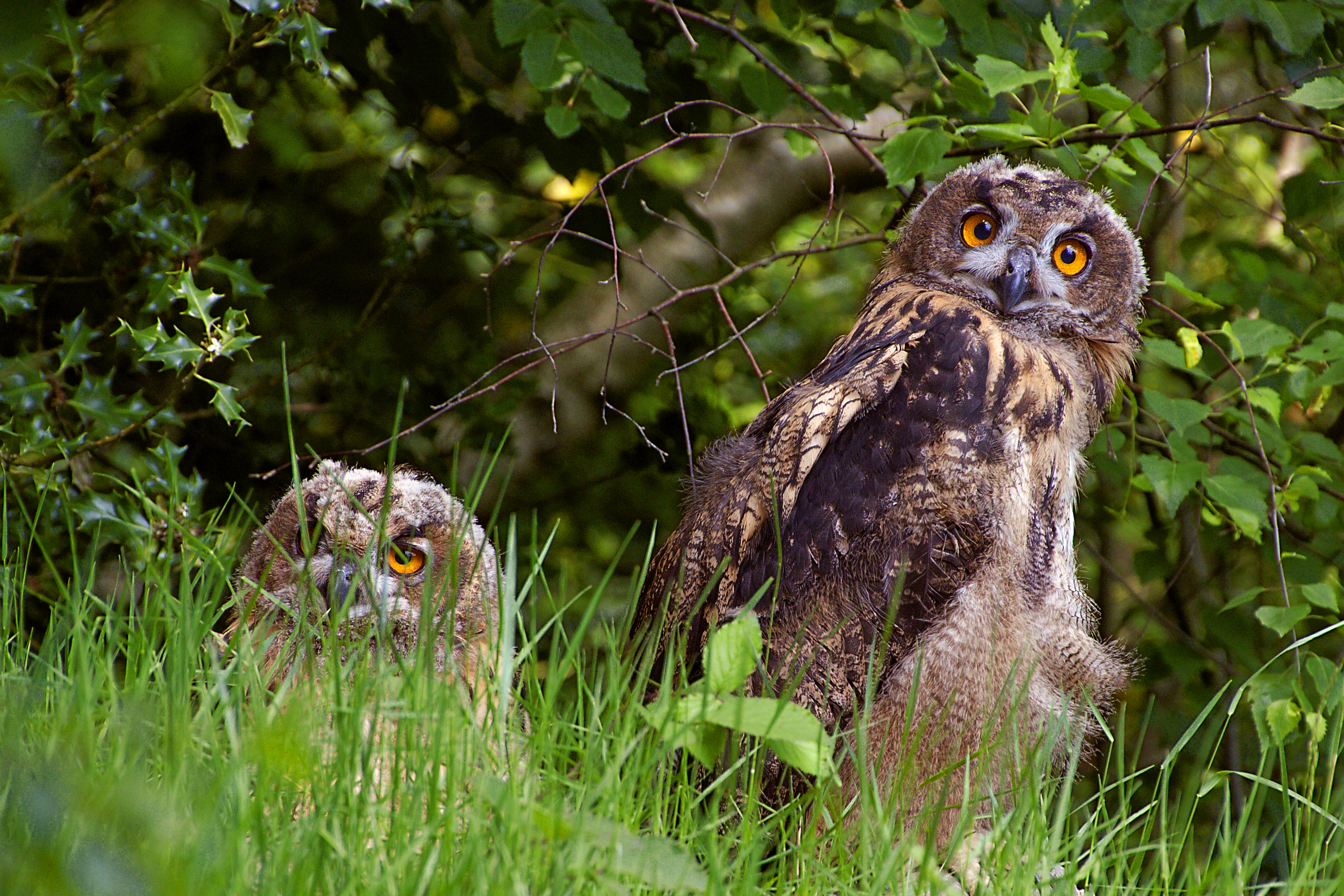
أفراخ البوهة الأوراسية
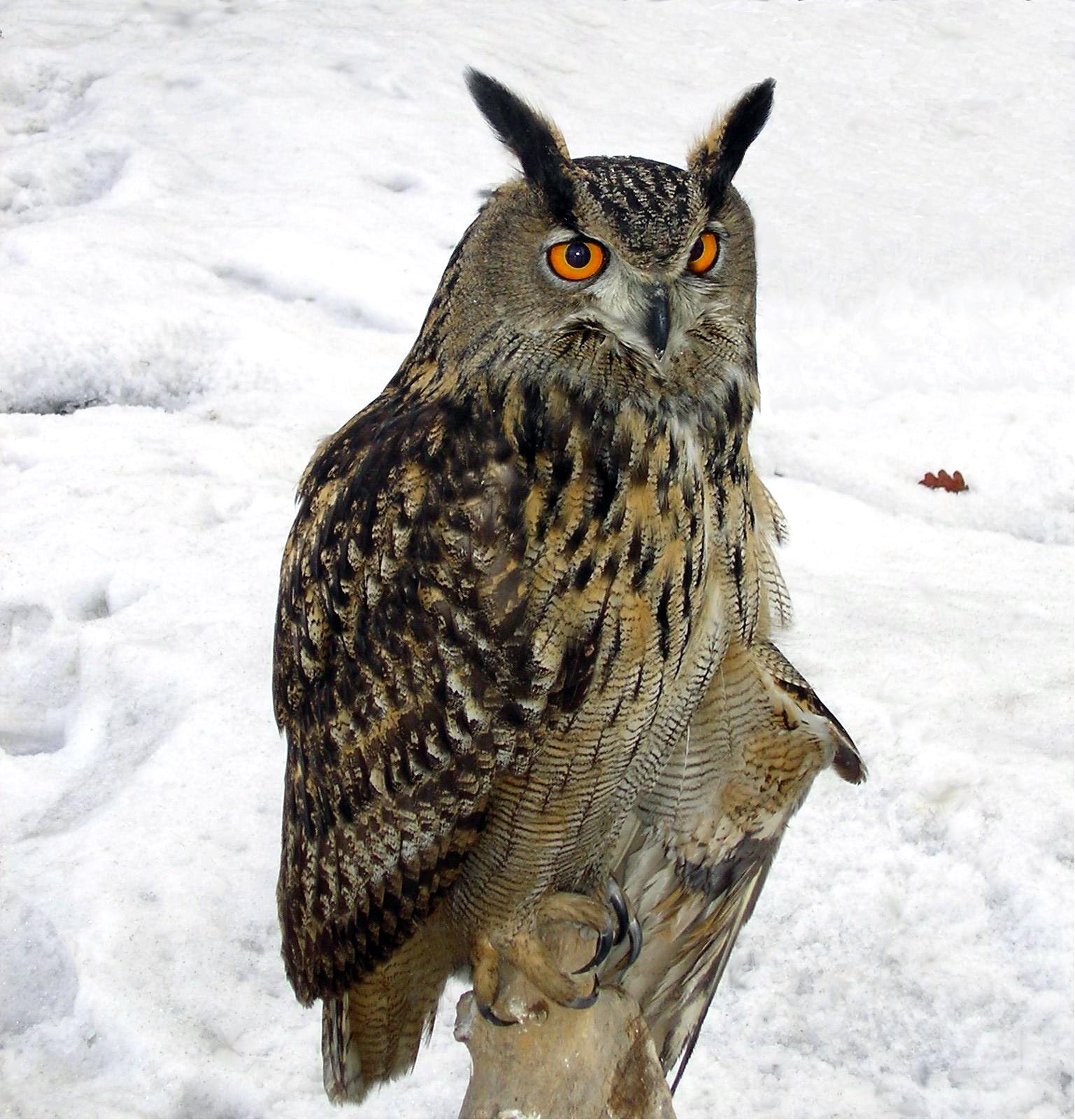
في الثلج
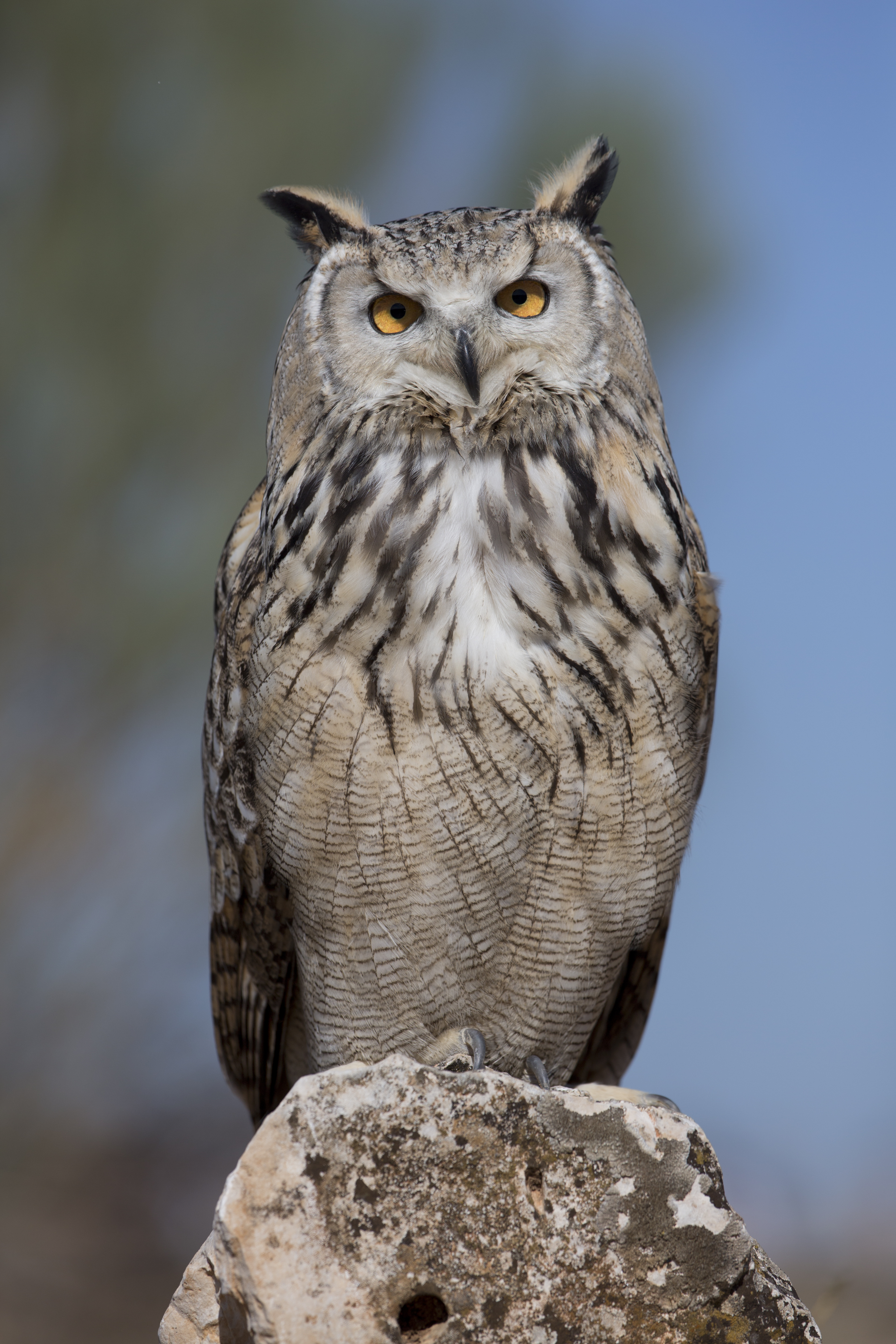
بوهة أوراسيَّة في الأسر

## الملاحظات
1. ↑  البوهة بالهاء وليست بومة، وهو جنس من البوم كبير الحجم غالبًا ما يكون أقرن.